# Donald M. Payne

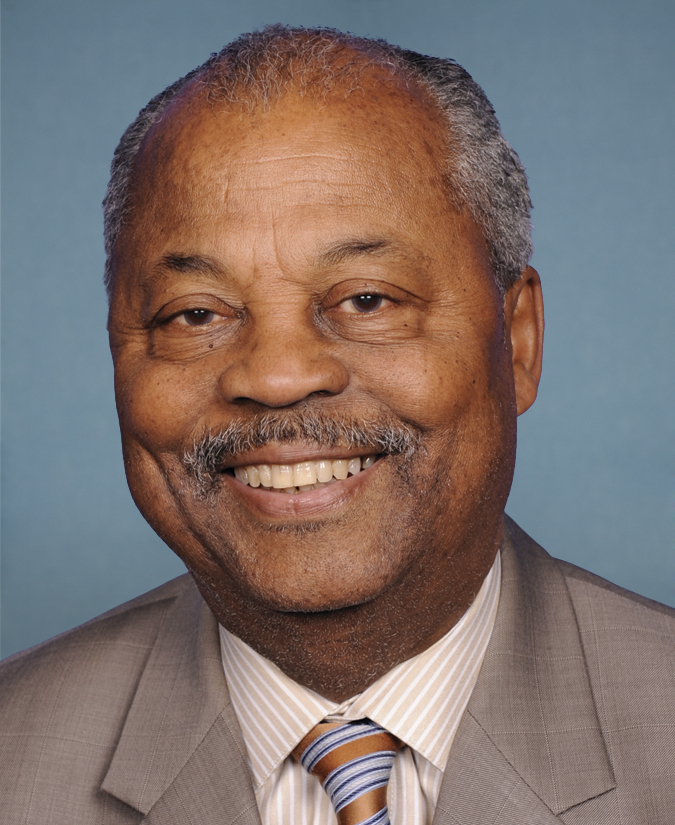
Donald M. Payne

Donald Milford Payne (* 16. Juli 1934 in Newark, New Jersey; † 6. März 2012 in Livingston, New Jersey) war ein US-amerikanischer Politiker. Von 1989 bis zu seinem Tod vertrat er den Bundesstaat New Jersey im US-Repräsentantenhaus.

## Leben
Donald Payne besuchte bis 1952 die Barringer High School in Newark und studierte anschließend bis 1957 an der Seton Hall University. In den folgenden Jahren arbeitete er als Lehrer und in der Versicherungsbranche. Von 1970 bis 1973 war er Präsident der Young Men’s Christian Association of the United States (YMCA). Gleichzeitig begann er als Mitglied der Demokratischen Partei eine politische Laufbahn. Von 1972 bis 1978 gehörte er dem Kreisrat des Essex County an. Im Jahr 1980 kandidierte er noch erfolglos in den Vorwahlen seiner Partei für den Kongress. Von 1982 bis 1988 saß Payne im Stadtrat von Newark.
Bei den Kongresswahlen des Jahres 1988 wurde er dann im zehnten Wahlbezirk von New Jersey in das US-Repräsentantenhaus in Washington, D.C. gewählt, wo er am 3. Januar 1987 die Nachfolge von Peter Wallace Rodino antrat. Nach elf Wiederwahlen konnte er sein Mandat im Kongress bis zu seinem Tod ausüben. Er war Mitglied im Ausschuss für Bildung und Arbeit und im Auswärtigen Ausschuss sowie in vier Unterausschüssen. In den Jahren 2003 und 2004 war Payne demokratischer Parteivorsitzender im Essex County. In seine Zeit als Kongressabgeordneter fielen die Terroranschläge am 11. September 2001, der Irakkrieg und der Militäreinsatz in Afghanistan. Er führte zeitweise den Vorsitz im Congressional Black Caucus.
Donald Payne war verwitwet und lebte zuletzt in Newark. Er erlag einer Darmkrebserkrankung. Sein 1958 geborener Sohn Donald, zuvor Präsident des Stadtrats von Newark, wurde als sein Nachfolger in den Kongress gewählt.